# Cuerno de Vorondil
El cuerno de Vorondil, también conocido como el Gran Cuerno, es un artefacto ficticio que forma parte del legendarium creado por el escritor británico J. R. R. Tolkien y que aparece en su novela El Señor de los Anillos. Es un cuerno de buey salvaje, guarnecido de plata y adornado con caracteres, que se convirtió en una de las heredades de la casa de Húrin y que fue llevado por el primogénito del Senescal de Gondor desde los tiempos de Vorondil.
A finales de la Tercera Edad del Sol y durante la Guerra del Anillo, era Boromir, primogénito del senescal Denethor II, quien portaba el cuerno de Vorondil. Durante su viaje con la Compañía del Anillo y viéndose perseguido por los orcos en Amon Hen, Boromir tocó el cuerno y su sonido alcanzó a oírse en todo Gondor. El cuerno se partió durante la batalla y, muerto Boromir, las dos partes fueron arrastradas por la corriente del río Anduin y fueron encontradas por varios hombres de Gondor.